# Vinicius Carvalho
Vinicius Rapozo de Carvalho ComMM • GORB (Rio de Janeiro, 7 de janeiro de 1966) é deputado federal, advogado, radialista e político brasileiro, filiado ao Republicanos.
É atualmente deputado federal por São Paulo, eleito com aproximadamente 98 mil votos em 2018. Foi reeleito em 2022 com mais de 113.000 votos, já tendo anteriormente sido deputado pelo Rio de Janeiro, seu Estado natal.

## Biografia
Vinicius Carvalho nasceu em 7 de janeiro de 1966.
Filho de João Batista de Carvalho e de Margarida Rapozo de Carvalho. 
É advogado especialista em direito do consumidor, tendo pós-graduação no tema.
É pastor licenciado da Igreja Universal do Reino de Deus.

### Trajetória Profissional

#### Trabalho na Record
Começou suas atividades profissionais na Rádio Record de São Paulo. De 1997 a 1999, foi diretor das rádios 105 FM, Record e Copacabana, ambas no Rio de Janeiro, e entre 1999 e 2000, foi diretor da gravadora Line Records. De 2000 a 2001, dirigiu as rádios FM 99,9 e Uirapuru em Fortaleza.
Em 2001, tornou-se diretor administrativo e financeiro da TV Record Minas e exerceu o cargo até o ano seguinte, quando assumiu a presidência regional da TV Record Rio de Janeiro. De 2004 a 2005, assumiu o mesmo cargo na TV Record Norte Fluminense, e em 2005, retornou para a filial carioca da Rede Record, como diretor-executivo, cargo que exerceu até 2006.

### Carreira Política

##### Rio de Janeiro
Em 2006, foi eleito deputado federal pelo Rio de Janeiro, pelo PTdoB, tendo quase 60 mil votos. Em 2011, transferiu-se para o PRB. Não concorreu à reeleição em 2010.

#### São Paulo
Em 2012, assumiu a presidência estadual do PRB São Paulo, foi coordenador de campanha da candidatura de Celso Russomanno à prefeito de São Paulo. Foi assessor chefe da Liderança do PRB da ALESP entre 2012-2013. 
Em meados de 2013 assumiu a coordenadoria da DRADS – Diretoria Regional de Assistência e Desenvolvimento Social, na Secretaria de Estado de Desenvolvimento Social. 
E nas eleições de 2014 foi eleito novamente deputado federal, desta vez pelo Estado de São Paulo, com 80.653 votos, assim como em 2018, pelo mesmo partido, com aproximadamente 98 mil votos, sendo reeleito em 2022.
Votou a favor do Processo de impeachment de Dilma Rousseff. Já durante o Governo Michel Temer, votou a favor da PEC do Teto dos Gastos Públicos. Em abril de 2017 foi favorável à Reforma Trabalhista. Em agosto de 2017 votou contra o processo em que se pedia abertura de investigação do então presidente Michel Temer, ajudando a arquivar a denúncia do Ministério Público Federal.
Apresentou o projeto lei 4302/16 com o intuito de proibir o reconhecimento jurídico das relações poliafetivas.